# Dragočajna
Dragočajna este o localitate din comuna Medvode, Slovenia, cu o populație de 171 de locuitori.